# Victoria Dronsfield
Victoria Louise Dronsfield, född 6 juni 1991 i Norrstrands församling i Karlstad, är en svensk/brittisk friidrottare med en svensk mor och en brittisk far. Hennes specialitet är höjdhopp. Hon tävlar i Sverige för föreningen IF Göta som har sin verksamhet i Karlstad. Hon deltog bland annat i Finnkampen 2010, 2011 samt 2012.
Victoria Dronsfield deltog vid U23-EM i Ostrava, Tjeckien 2011 men slogs ut i kvalet.
Efter SM-guldet 2012 har Dronsfield lidit av skadeproblem i foten och fått ett par säsonger förstörda. 2013 deltog hon dock vid U23-EM i Tammerfors men slogs ut i kvalet med 1,82 m. 2015 avbröt hon tävlandet för att genomgå operation av den skadade foten.
År 2015 fick Dronsfield godkänt att tävla för Storbritannien eftersom hon har en brittisk far.
Hennes personliga rekord är 188 cm.

## Personliga rekord
| Utomhus - Höjdhopp – 1,88 (Jessheim, Norge 22 juli 2012) - Tresteg – 11.83 (Västerås 29 maj 2014) | Inomhus - Höjdhopp – 1,87 (Karlstad 26 januari 2013) |

### Fotnoter
1. ↑  ”Stora SM 2010, dag 3”. trackandfield.se. Arkiverad från originalet den 29 september 2013. https://web.archive.org/web/20130928222318/http://www.trackandfield.se/resultat/2010/100821.htm. Läst 2 september 2013.
2. ↑  ”Stora SM 2012, dag 2”. swedishtiming.se. Arkiverad från originalet den 30 augusti 2012. https://web.archive.org/web/20120830084623/http://www.swedishtiming.se/resultat/120825.htm. Läst 16 april 2013.
3. 1 2 3 4  ”Personsida på AllAthletics” (på engelska). all-athletics.com. Arkiverad från originalet den 26 april 2016. https://web.archive.org/web/20160426151950/http://www.all-athletics.com/node/148194. Läst 20 oktober 2016.
4. ↑  Sveriges befolkning 2000, Version 1.03, Sveriges Släktforskarförbund: Dronsfield, Victoria Louise
5. ↑  ”Högklassigt kvinnligt höjd med Jungmark, Skoog och Dronsfield”. ifgota.se. http://ifgota.se/blog/2013/07/10/hogklassigt-kvinnligt-hojd-med-jungmark-skoog-och-dronsfield/. Läst 30 oktober 2014.
6. ↑  ”European Athletics U23 Championships - Ostrava 2011” (på engelska). european-athletics.org. http://www.european-athletics.org/competitions/european-athletics-u23-championships/history/year=2011/results/index.html. Läst 19 oktober 2017.
7. ↑  ”European Athletics U23 Championships - Tampere 2013” (på engelska). european-athletics.org. http://www.european-athletics.org/competitions/european-athletics-u23-championships/history/year=2013/results/index.html#. Läst 17 oktober 2017.
8. ↑  ””Nu går det inte längre””. expressen.se. 24 juni 2015. Arkiverad från originalet den 21 oktober 2016. https://web.archive.org/web/20161021001148/http://bloggar.expressen.se/friidrottsbloggen/2015/06/24/nu-gar-det-inte-langre/. Läst 20 oktober 2016.
9. ↑  ”Victoria Dronsfield kan byta till Storbritannien”. expressen.se. 24 juni 2015. http://www.expressen.se/sport/friidrott/victoria-dronsfield-kan-byta-till-storbritannien/. Läst 20 oktober 2016.
10. ↑  ”Nytt personbästa för Victoria Dronsfield”. sverigesradio.se. 23 juli 2012. http://sverigesradio.se/sida/artikel.aspx?programid=93&artikel=5202977.
11. 1 2  ”Personsida hos IAAF” (på engelska). iaaf.org. https://www.iaaf.org/athletes/great-britain-ni/victoria-dronsfield-236935. Läst 20 oktober 2016.
12. 1 2  ”Personsida på European Athletics' webbplats” (på engelska). european-athletics.org. http://www.european-athletics.org/athletes/group=d/athlete=160085-dronsfield-victoria/index.html. Läst 20 oktober 2016.